# Bephrata kumaoensis
Bephrata kumaoensis är en stekelart som beskrevs av Durgadas Mukerjee 1981. Bephrata kumaoensis ingår i släktet Bephrata och familjen kragglanssteklar. Inga underarter finns listade.